# Sande (Vestfold)
Pour les articles homonymes, voir Sande.
Sande est une kommune de Norvège. Elle est située dans le comté de Vestfold og Telemark.
En 2020, elle a été fusionnée avec la municipalité de Holmestrand. La fusion faisait partie d'une réforme municipale à l'échelle nationale. Elle est située au nord de Holmestrand, entourée de collines boisées des deux côtés.

## Personnalité liées à la commune
- Carl I. Hagen (1944– ), homme politique norvégien.
- Rune Høydahl (1969– ), terrengsyklist.
- Anne-Sofie Østvedt (1920-2009), résistante norvégienne durant la Seconde Guerre mondiale.

## Aire protégée
- Zone de conservation du paysage de Sandebukta